# Pillow Circles
Pillow Circles ist ein Jazzalbum von Jorrit Dijkstra. Die am 12. Juli 2009 im PowerSound Studio Amsterdam entstandenen Aufnahmen erschienen 2010 auf Clean Feed Records.

## Hintergrund
Für sein Projekt Pillow Circles brachte der niederländische Saxophonist vier amerikanische Jazzmusiker mit vier niederländischen Improvisatoren zusammen. Ähnlich wie bei seinem in Chicago ansässigen Flatlands Collective erwies Jorrit Dijkstra mit diesem Werk eine Hommage an eine Reohe von Künstlern, die ihn inspiriert haben, wobei jedes Stück einer Einzelperson gewidmet ist, darunter Benoît Delbecq, George Lewis, Rogier van Otterloo und Henry Threadgill, bis hin zu Modernisten wie Fred Frith und Jonny Greenwood (von Radiohead). Die Rhythmusgruppe besteht aus dem Bassisten Jason Roebke und dem Schlagzeuger Frank Rosaly; hinzu kommt der Posaunist Jeb Bishop, der Saxophonist Tony Malaby. Zum niederländischen Ensemble gehören der Bratschist Oene van Geel und die Gitarristen Paul Pallesen und Raphael Vanoli. Ursprünglich wurde das Werk für das North Sea Jazz Festival 2009 in Auftrag gegeben.

## Titelliste
- Jorrit Dijkstra: Pillow Circles (Clean Feed – CF166CD)[2]

1. Pillow Circle 34 (For Henry Threadgill) 6:24
2. Pillow Circle 41 (For Benoît Delbecq) 7:13
Pillow Circle 18 (For Fred Frith) 11:10
3. Pillow Circle 55 (For George Lewis) 3:32
4. Pillow Circle 65 (For Rogier van Otterloo) 7:43
5. Pillow Circle 88 (For Robert Ashley) 7:31
6. Pillow Circle 19 (For Ernie Henry) 7:27
7. Pillow Circle 10 (For Michel Waisvisz) 4:04
8. Pillow Circle 23 (For Jonny Greenwood) 6:40

Die Kompositionen stammen von Jorrit Dijkstra.

## Rezeption
Nach Ansicht von Troy Collins, der das Album in All About Jazz rezensierte, erkundet das elektroakustische Ensemble Dijkstras das Terrain in Form einer weitreichenden Suite mit spürbarer Begeisterung und wechsle dabei von hypnotischem Minimalismus und filmischem Post-Rock zu aleatorischer Abstraktion und prägnantem Free Jazz. Die albumlange Suite offenbare eine facettenreiche Mischung aus Dynamik und Stimmungen, inspiriert von vergangenen und gegenwärtigen Traditionen. Diese großartig ausgeführten, vielschichtigen Kompositionen seien unendlich fesselnd und offenbarten mit jedem Hören neue Facetten, die Genres ebenso mühelos überschreiten wie internationale Grenzen.